# Dwór w Wierzchownie
Dwór w Wierzchownie – zabytkowy dwór wybudowany w XVIII w., w miejscowości Wierzchownia – wsi w Polsce, w województwie dolnośląskim, w powiecie głogowskim, w gminie Pęcław.
Zabytek jest częścią zespołu dworskiego, w skład którego wchodzi jeszcze park.